# Taty Mbungu
Taty Mbungu, né le 1er octobre 1954 à Léopoldville et mort le 27 juillet 2022 à Livry-Gargan, est un footballeur international zaïrois 

## Biographie
Joueur de l'AS Vita Club, il est sélectionné avec le Zaïre pour participer à la Coupe d'Afrique des nations 1974 où il prend part à un seul match mais remporte la compétition. 
En 1985, Taty Mbungu joue encore pour le Zaïre, participant à un match de qualification pour la Coupe d'Afrique des Nations 1986 contre la République du Congo à Brazzaville.
Il a également figuré dans un documentaire pour commémorer la victoire
En 2006, il est temporairement directeur sportif de l'AS Vita Club.
Il devient pasteur en région parisienne pendant 30 ans ; il meurt le 27 juillet 2022 à l'âge de 72 ans.

## Palmarès
Avec le Zaïre, il remporte la Coupe d'Afrique des Nations 1974.